# Jim Olson
Jim Olson, FAIA (nascido em 1940), é o principal fundador do escritório de arquitetura Olson Kundig, com sede em Seattle. Ele é mais conhecido pelo design residencial, frequentemente para colecionadores de arte, embora seus projetos também incluam museus, espaços comerciais e locais de culto. Em 2006, a William Stout Publishers lançou Art + Architecture: The Ebsworth Collection and Residence. Suas honrarias incluem a Medalha de Honra da AIA de Seattle em 2007, a seleção como Cadeira Bruce Goff de Arquitetura Criativa na Universidade de Oklahoma em 1999, e sua nomeação em 1990 como Fellow do Instituto Americano de Arquitetos. Ele é um curador honorário do Museu de Arte de Seattle, e um curador fundador do Artist Trust e do Center on Contemporary Art, ambos em Seattle. Olson recebeu um bacharelado em arquitetura pela Universidade de Washington.

## Obras notáveis
- Arca de Noé, Skirball Cultural Center, Los Angeles (2007)
- Residência Ebsworth, Seattle (2004)
- Casa Vermelha, Denver (1999)
- Renovação da Catedral de São Marcos, Seattle (1998)
- A Galeria House, Washington (1987)
- Tribunal de escalada, Seattle (1985)
- Edifício Pike & Virginia, Seattle (1978)
- Casa da Terra, Washington (1969)